# Klippinge
Klippinge ist ein Ort auf der dänischen Insel Seeland. Er gehört zur Gemeinde Stevns in der Region Sjælland und hat 496 Einwohner (Stand 1. Januar 2023).

## Verkehr
- Eisenbahn: Klippinge besitzt einen Bahnhof an der Strecke Hårlev–Rødvig.
- Straße: Die Sekundærrute 261 (Køge–Rødvig) führt Nordwest-Südost-Richtung durch den Ort.

## Entwicklung der Einwohnerzahl
| Jahr           | Einwohner |
| -------------- | --------- |
| 1. Januar 1976 | 358       |
| 1. Januar 1981 | 362       |
| 1. Januar 1986 | 362       |
| 1. Januar 1990 | 468       |
| 1. Januar 1996 | 468       |
| 1. Januar 2000 | 485       |
| 1. Januar 2004 | 488       |
| 1. Januar 2008 | 486       |
| 1. Januar 2010 | 507       |

## Verwaltungszugehörigkeit
- 1. April 1970 bis 31. Dezember 2006: Stevns Kommune, Storstrøms Amt
- seit 1. Januar 2007: Stevns Kommune, Region Sjælland

## Söhne und Töchter
- Lasse Svan (* 1983), Handballspieler